# 施氏圭亞那麗魚
施氏圭亞那麗魚，為輻鰭魚綱鱸形目隆頭魚亞目慈鯛科的其中一種，分布於南美洲委內瑞拉的淡水流域，體長可達8公分，棲息在岩石底質、深色且酸性的溪流中底層水域，生活習性不明。

## 擴展閱讀
維基物種上的相關：施氏圭亞那麗魚